# Рецепція римського права
Рецепція римського права (від лат. receptio — прийняття) — процес запозичення і засвоєння римських юридичних концепцій, поглядів, понять і конструкцій, що розпочався у середньовічній Європі.
Рецепцією в праві називають запозичення однією державою більш розвиненого права іншої держави, тобто правову акультурацію.
Предметом рецепції було римське приватне право. Римське публічне право перестало існувати разом з падінням Риму. Рецепція римського права поєднала правовий розвиток Стародавнього світу, Середньовіччя і Нового часу.

## Причини і передумови рецепції римського права
У континентальній Європі підставою для рецепції (в економічній сфері) стали розвиток торгівлі, ремесел, зростання міст. «Вільні міста» потребували системи нормативно-правового регулювання, заснованої на ідеях формальної рівності і незалежності учасників ринкових відносин. Такою системою, найбільш відповідною названим ідеям, виявилося римське право.
Зі зміною сільського укладу, земельних відносин на селі, правова система, що зародилася в містах, стала загальнонаціональною, континентально-європейською.
Крім економічних причин існували і соціально-культурні передумови запозичення Європою римського права. Розвиток тут освіти, мистецтва, культури підготувало ґрунт для сприйняття римських юридичних концепцій, поглядів, понять, конструкцій. Важливу роль у цьому процесі зіграли університети. Університетські професори активно займалися вдосконаленням юридичної доктрини, категоріального апарату, а пізніше — розробкою моделей, проєктів найважливіших законів, кодексів.
Важливою передумовою рецепції римського права стало також благословення християнської церкви. Протягом багатьох століть церква негативно ставилася до римського права, і знадобився авторитет Фоми Аквінського, щоб подолати таке упередження.
Сприяння рецепції виявляла й феодальна держава, оскільки римська правова концепція була міцно поєднана з ідеєю сильної державної влади, яка стоїть над індивідами та соціальними групами. Крім етнічних і політичних причин і джерел, на їх основі діяли ідеологічні та юридичні передумови рецепції. Відомо, що вже в період раннього середньовіччя формальну основу рецепції деякі монархи вбачали в спадкоємності влади від римських імператорів. Зокрема, німецькі імператори ще в XII ст., прагнучи підвищити авторитет своєї влади, стали розвивати теорію про її спадкоємність від римських монархів, а німецьку державу, яка виникла на території Північної Італії, веліли іменувати «Священна Римська імперія німецької нації».

## Історичний хід рецепції

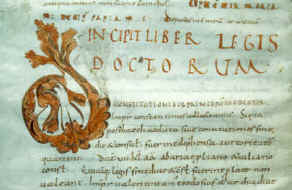
Бревіарій Аларіха

Після падіння Римської імперії дія римського права не припинялася. Варвари, які утворили після зруйнування Риму нові держави в Галлії та Іспанії, продовжували застосовувати римське право. У цих державах складалися збірники римського права (лат. Leges romanae), найбільш відомий з яких, лат. Lex Romana Visigothorum, або лат. Breviarium Alaricianum, був складений у вестготській державі при Аларіхові II, в 506 р. Він був єдиним засобом ознайомлення з римським правом аж до відновлення в XI столітті його систематичного вивчення.
Початок рецепції сягає ХІ—ХІІ століть. 1088 року у Болоньї засновано університет, який незабаром стає всесвітньо відомим центром відроджуваної юриспруденції. Юридична діяльність Болонської школи виявилася насамперед у викладанні римського права. Викладання полягало в читанні і коментуванні джерел (головним чином Кодифікації Юстиніана — Дигестів, Інституцій), коментарі тлумачились викладачами і тлумачення під диктовку записувались слухачами. Примітки, які робилися на полях і між рядків текстів, що вивчалися, називалися глосами (від дав.-гр. γλῶσσα — тут: застаріле або рідке слово, що вимагає пояснення), тому звідси і сама школа називається школою глосаторів. Систематичний виклад усього цивільного права не був властивий цій школі.

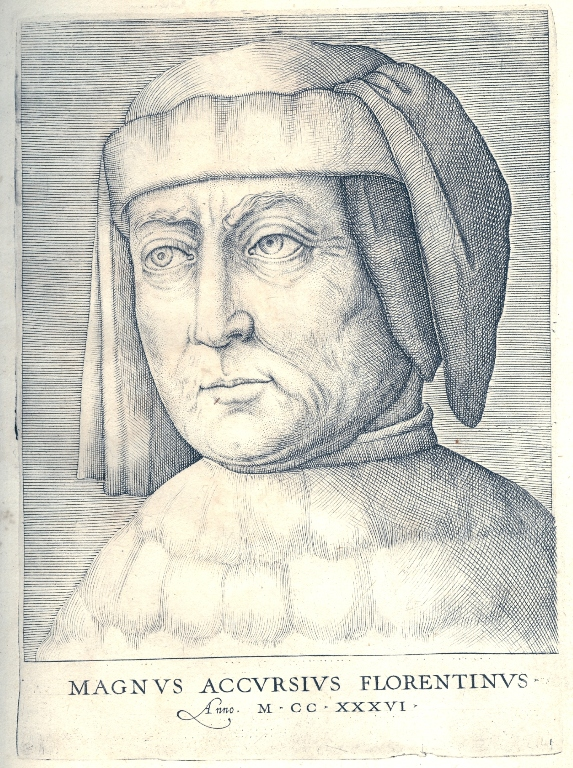
Акурсій

Засновник школи глосаторів — Ірнерій, який першим виділив римське право із загального курсу риторики, став викладати його як особливий предмет і не в уривках, а в повному об'ємі. Акурсій систематизував роботу своїх попередників у єдиному зведенні глос («Glossa ordinaria»).

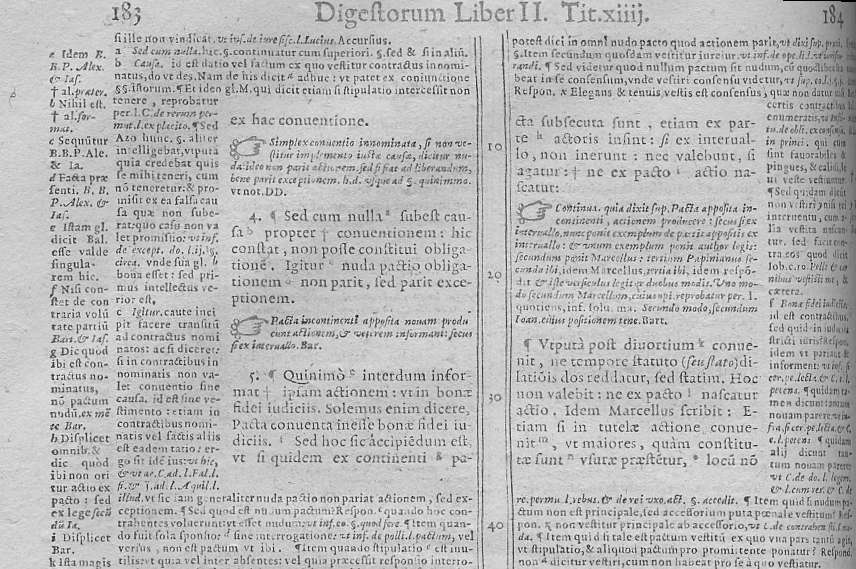
Сторінки видання Дигест 1593 року з глосами Акурсія. В центрі — оригінальний текст, оточений глосами

Із середини XIII ст. на зміну глосаторам прийшла італійська правова школа постглосаторів. Постглосатори займалися тлумаченням правових понять і окремих уривків з Кодексу Юстиніана (що містилися в роботах глосаторів) з метою виведення т. зв. загальної думки учених (лат. communis opinio doctorum). У своїх коментарях постглосатори, відступаючи від первинного сенсу конструкцій римського права, провели значне його узгодження з нормами канонічного, міського і звичаєвого права. Пристосоване до умов феодального суспільства римське право в обробці постглосаторів було рецепійовано в багатьох країнах Західної Європи.
XIV—XVII століття — це період розкладу середньовічних і становлення капіталістичних відносин. Рецепція у цей час відбувалася у формі прямого застосування норм римського права судами і посадовими особами, які володіли цивільною і кримінальною юрисдикцією.
Середньовічна рецепція характерна, перш за все, для Німеччини, де вона досягла найбільшого обсягу. Так, у Швабському зерцалі 1275 року налічується близько 150 запозичень з кодифікацій Юстиніана. Зазнали впливу і такі пам'ятки німецького права, як Саксонське зерцало, Кароліна та ін.
У XIX—на початку XX століть відбувалася рецепція, характерна для затвердження капіталістичних відносин у Західній Європі. Були створені систематизовані акти (кодекси, укладення тощо) на основі більш повно перероблених і засвоєних досягнень римського права.

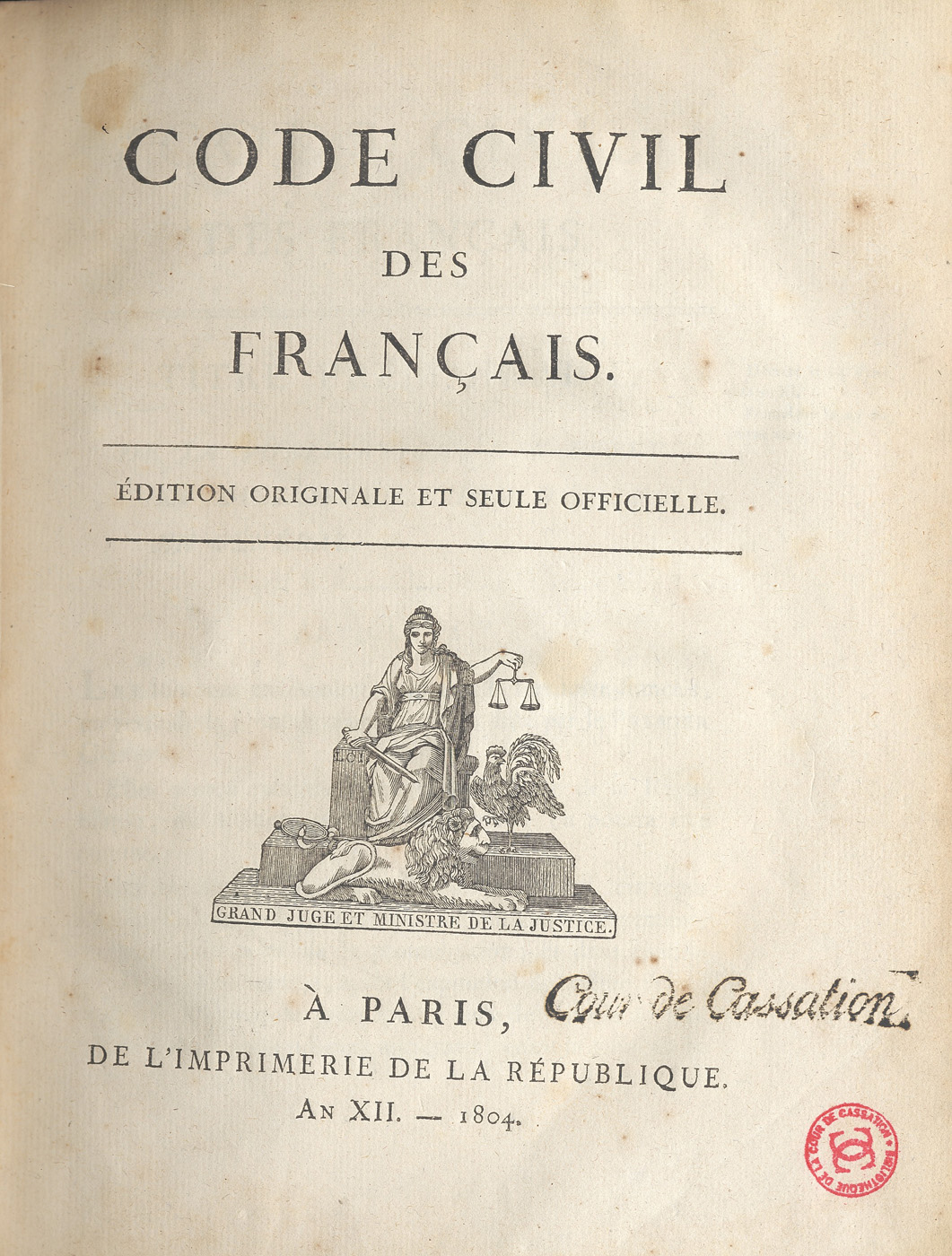
Кодекс Наполеона

До кінця ХІХ ст. в Німеччині римське право було невичерпним джерелом і класичним зразком для створення норм німецького права. Зокрема, вплив римського права позначився на структурі німецького Цивільного Уложення 1900 року. Його фундамент становило те німецьке право, в якому асимілювались досягнення римської правової форми.
Та чи не найширше використали римське право укладачі класичного Кодексу Наполеона 1804 року. Кодекс, як і римське класичне право, містить чіткі, лаконічні формулювання, написані простою мовою. Вирішуючи окремі питання права, зокрема права власності, договору, позовів, кодекс прямо повторює римське класичне право. Під час завойовницьких воєн у фургонах наполеонівської армії кодекс розвозили по всій Європі, він став частиною законодавства Рейнських провінцій, а також Польщі, Італії, Болгарії, Швейцарії, Румунії, Греції та інших держав. Найважливіші його положення були відтворені правом багатьох латиноамериканських держав і навіть Японії.

## Рецепція римського права в Україні

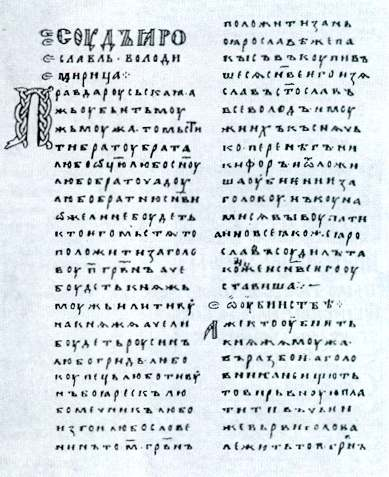
Руська правда

Вплив римського приватного права на законодавство України простежується упродовж Х—XIX століть. Найстародавнішою пам'яткою давньоруського права є «Руська правда», чимало положень якої мають безсумнівну схожість з положеннями римського приватного права у його візантійській інтерпретації, що свідчить про перейняття окремих законів з візантійського (грецького) законодавства.

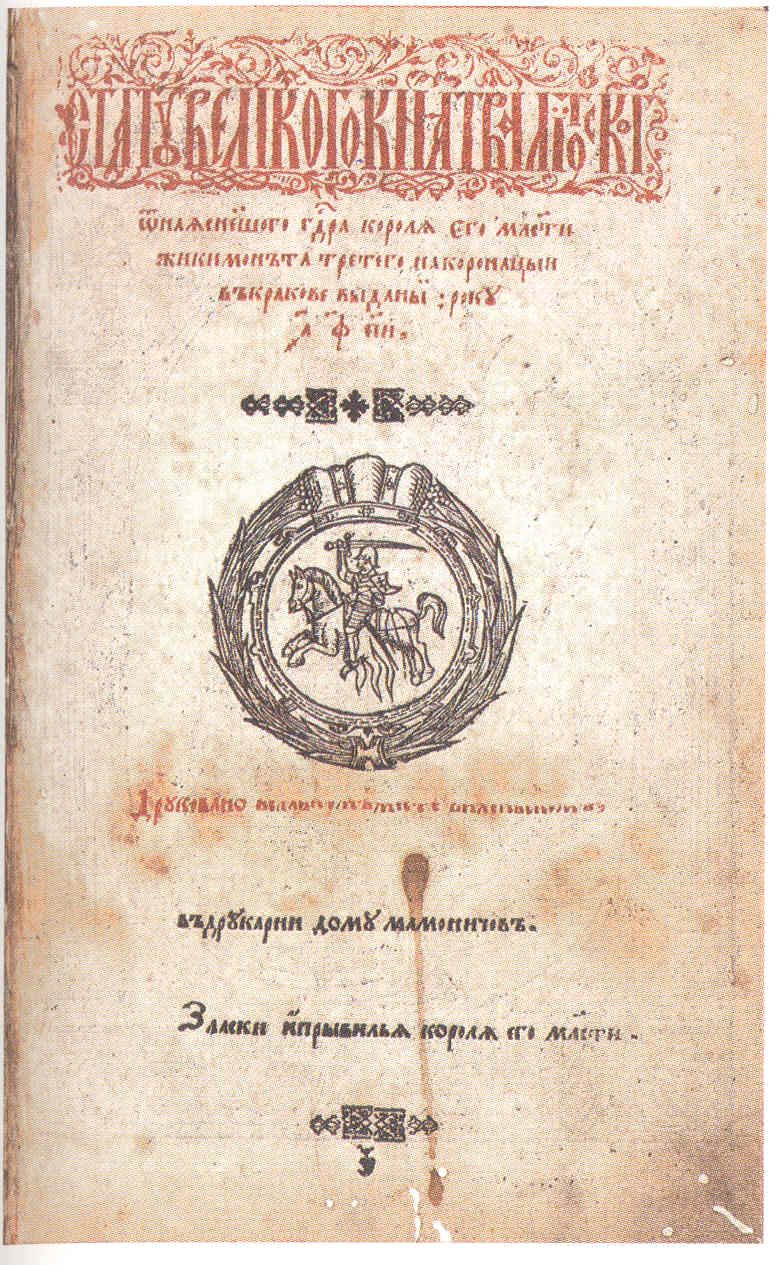
Литовський статут 1588 р.

Помітнішим та ширшим був вплив римського приватного права у законодавстві пізніших часів. Насамперед це стосується Литовських Статутів, які замінили «Руську правду». Так Статут 1566 року своєю структурою та багатьма положеннями подібний до Дигестів та Кодексу Юстиніана. Ще більше вплив римського права позначився на Статуті 1588 року, в якому детально врегульовано приватну власність на землю і значна увага приділена договірному праву.
На початку XVIII ст. під час складання «Прав, за якими судиться малоросійський народ» були використані Литовські статути, римські та німецькі джерела, польське законодавство, звичаєве право України і судова практика. У 1743 р. комісія подала законопроєкт, який, однак, не влаштовував царський уряд своєю самобутністю, відмінністю від тогочасного російського законодавства, а тому закон не був прийнятий, хоч фактично застосовувався до формування єдиної імперської системи законодавства.
Вплив римського приватного права на зміст «Прав…» був очевидним. Він виявився у розділах про володіння, право власності та сервітути, у правовому режимі рухомих та нерухомих речей, первісних та похідних способах набуття власності, в захисті права власності віндикаційним позовом, у положеннях зобов'язального права тощо. Ще більшою мірою простежується вплив ідей та рішень римського приватного права на «Зібрання малоросійських прав» 1807 року.
Після жовтневого перевороту 1917 року в Росії всі правові рішення визначалися радянською доктриною. Перші роки радянської влади характеризуються руйнуванням наявної системи майнових відносин та відповідної їм системи права, відмовою від приватної власності. На пряме рецепіювання римського права було накладено табу. Зокрема, Ленін підкреслював, що нова влада не визнає нічого приватного, а все у сфері господарства є публічно-правовим, а не приватним. Такі вказівки і зауваження були дані стосовно Цивільного кодексу РРФСР 1922 року. Але підготовка Цивільного кодексу УРСР відбувалася в тих же умовах і в той же час, отож вони були орієнтиром і для тих, хто готував проєкт ЦК УРСР.
Часткова, опосередкована і прихована рецепція деяких положень та ідей римського приватного права спостерігається під час другої кодифікації українського радянського цивільного права в 1961—1963 рр.
Сучасну правотворчість в Україні багато в чому можна розглядати як пряму, так і непряму (опосередковану) рецепцію римського приватного права. В основу сучасної кодифікації цивільного права України покладено принципи свободи договору і підприємницької діяльності, неприпустимість свавільного втручання у сферу особистого життя людини, неприпустимість незаконного позбавлення права власності, судовий захист цивільного права й інтересу, а також справедливість, добросовісність і розумність (стаття 3 Цивільного кодексу України) — засади, характерні саме для римського права.
Серед перешкод на шляху рецепції римського права у правову систему України — обережне ставлення українських правників до надмірного запозичення зразків римського права; значна вкоріненість радянської правової доктрини, яка попри перегляд найбільш одіозних положень все ще продовжує визначати правові процеси в сучасній Україні.

## Види і типи рецепції римського права
Рецепція права може бути різних видів.
Є пряма (первинна) та похідна (вторинна) рецепції. Ідеї римського права, окремі його положення, правові рішення досить часто рецепіюються опосередковано, наприклад, шляхом запозичення ідей з правової системи або законодавства окремої країни, де рецепція вже відбулася раніше («вторинна» або «похідна» рецепція). Типовий приклад — запозичення багатьма країнами положень Кодексу Наполеона або Німецького Цивільного Уложення.
Рецепція також може бути не лише явною, а й латентною (прихованою). Це відбувається, наприклад, у тих випадках, якщо запозичення певних ідей або якихось засад, принципових рішень тощо зроблено з проголошенням принципово іншого підходу. З таким видом рецепції зустрічаємось, наприклад, коли йдеться про правотворення у радянській державі, або в інших країнах, де панувала чи панує соціалістична концепція цивільного права, що відкидає суть та головні ідеї приватного права взагалі та права римського зокрема. У такому разі запозичення, як правило, все ж таки відбувається, але офіційно проголошується відмова від «застарілих» принципів.
О. Підопригора та Є. Харитонов виокремлюють східноєвропейський (візантійський) та західноєвропейський типи рецепції римського права.
Східноєвропейський (візантійський) тип рецепції має такі риси:
- ґрунтується на одній, чітко встановленій ідеологічній максимі;
- не має, як правило, глибокої науково-теоретичної бази;
- провадиться «за ініціативою зверху», не обов'язково зумовленою потребами суспільства або навіть не відповідаючи його потребам;
- обмежується кількома видами форм рецепції, найчастіше — обранням зразків для наслідування.

Західноєвропейський тип рецепції:
- ґрунтується на плюралізмі політичних та правових думок;
- має надійне методологічне підґрунтя (теоретичну базу);
- є компромісом дії різних політичних, економічних, соціальних сил;
- відбувається внаслідок «ініціативи знизу» (як реалізація соціальних, культурних, економічних та інших потреб)[11].